# 268669 Bunun
268669 Bunun este un asteroid din centura principală de asteroizi.

## Descriere
268669 Bunun este un asteroid din centura principală de asteroizi. A fost descoperit pe 18 martie 2006 la Observatorul Lulin de Ting Chang Yang și Quan-Zhi Ye. Asteroidul prezintă o orbită caracterizată de o semiaxă mare de 3,02 ua, o excentricitate de 0,19 și o înclinație de 10,5° în raport cu ecliptica.